# Archelaos (Sparta)
Archelaos (altgriechisch Ἀρχέλαος Archélaos) ist in der griechischen Mythologie der achte König von Sparta aus dem Haus der Agiaden. Nach anderer Überlieferung, die seinen Vorgänger Menelaos auslässt, ist er der siebte König und der Sohn des Agesilaos I.
Zusammen mit Charillos, dem spartanischen König aus dem Hause der Eurypontiden, eroberte Archelaos die an der arkadischen Grenze gelegene Periöken-Stadt Aigys und versklavte die Einwohner, da er diese eines Einverständnisses mit den Arkadern verdächtigte. Nach Eusebius von Caesarea regierte er 60 Jahre. Diese Angabe entnahm Eusebius dem heute nur noch teilweise erhaltenen Geschichtswerk des Diodor. Ferner behauptete Eusebius, dass Archelaos von 885–826 v. Chr. regiert habe. Archelaos’ Nachfolger war sein Sohn Teleklos.